# حشره‌خوار پورتنکو
 حشره‌خوار پورتنکو (نام علمی: Sorex portenkoi) نام یک گونه از سرده حشره‌خوارهای دم‌دراز است.